# José B. Carles
Jose Baudilio Octavio Carles Riberas (Ciudad de México, 1 de noviembre de 1909 - Guadalajara, 19 de febrero de 1995) fue un ingeniero y sindicalista mexicano. Fue pionero en el cine —particularmente en el sonido— y la radio mexicana. Trabajó como sonidista con los directores más reconocidos del cine mexicano, entre ellos Emilio Fernández (La rebelión de los colgados, Enamorada) y Luis Buñuel (Los olvidados, El ángel exterminador).

## Biografía
José B. Carles fue hijo de padres catalanes que emigraron a México a comienzos del siglo XX. Estudió la primaria en el Colegio Alemán de la Ciudad de México, para ingresar posteriormente al Duval High School en Jacksonville, Estados Unidos. Al concluir sus estudios viajó a Nueva York y entró a trabajar en la Radio Corporation of America (RCA). Por sus habilidades en electrónica la compañía le pagó la carrera de ingeniería en electrónica en el Massachusetts Institute of Technology (MIT). Después de graduarse en 1926 volvió a México a instalar estaciones de radio, situación que comenzaba su despunte.
De vuelta en México, Carles instaló la radiodifusora CYJ en 1926, la cual posteriormente fue la XEN. Dicha radio —con estudios ubicados en el Centro Histórico de la capital mexicana y emisores en la colonia Del Valle— fue la primera que tuvo estudios a control remoto, es decir, anteriormente estudios y equipo de transmisión estaban en la misma ubicación. Los trabajos de Carles fueron pioneros en este campo en México, instalando diversas estaciones radiofónicas como empleado en México de la compañía General Electric.
El 18 de septiembre de 1930 Carles comenzó a operar la XEW como la segunda estación de radio que tuvo estudios a control remoto. Los ingenieros Carles y José de la Herrán y Pau trabajaron con Emilio Azcárraga Vidaurreta, su propietario, en ese proyecto. La W contaba con una planta de 5 mil watts de potencia, con equipos marca RCA. Cuatro años después, aumentó su potencia a 50 mil watts. Para 1935 la potencia de la estación se había multiplicado por cinco, con lo que logra alcance nacional y es escuchada en Centro y Sudamérica.
Las transmisiones de prueba de la W iniciaron el 7 de septiembre de 1930. El 15 de septiembre, se hizo el primer enlace a larga distancia y se transmitió el Grito de Independencia a cargo del entonces presidente Pascual Ortiz Rubio. La última radio instalada por Carles fue la XETC en 1931.
Pasada la época de ingeniería en radio, Carles pasó a la actividad cinematográfica. Luego de filmarse la primera película sonora, Más fuerte que el deber (1929) de Raphael J. Sevilla, Carles se inició en el sonido cinematográfico, primero en la productora Interamérica y posteriormente en la Nacional Productora de Películas. El primer filme en el que participó como sonidista fue Su última canción de John H. Auer estrenada en 1933.
En 1934 se asoció con otro ingeniero, Gustavo Burón, para comenzar la producción de aparatos propios de grabación de sonido en cine bajo la marca Jose B. Carles A. en P.
Carles tuvo un interés permanente en las condiciones laborales del personal cinematográfico, por lo que en 1935 participó en la fundación del Sindicato de Técnicos y Manuales de la Producción Cinematográfica de la República Mexicana (STYM), sucesor de la Unión de Trabajadores de Estudios Cinematográficos de México, organismo creado el 17 de octubre de 1934. Debido a su participación en este esfuerzo, el Sindicato de Trabajadores Técnicos y Manuales de la Producción Cinematográfica  bautizó con el nombre de Carles uno de los salones de su sede.
A nivel técnico, José B. Carles integró paulatinamente a México algunas de las innovaciones de la época usadas en otros países tales como el micrófono direccional, dispositivos hidráulicos y grúas para evitar errores de registro así como el control remoto de sonido que permitía al director y a sus asistentes escuchar lo que se registraba mientras se filma.

## Filmografía
En el campo de la cinematografía tuvo una carrera de más de cinco décadas. En ella Carles aparece acreditado como sonidista de muy diversas formas: José Carles, Joseph B. Carles, José B. Carlos, Joe B. Carles, J. B. Carles.
- 1933 - Su última canción
- 1933 - La sangre manda
- 1933 - El prisionero 13
- 1933 - La mujer del puerto
- 1934 - El primo Basilio
- 1935 - Familia Dressel
- 1935 - Los muertos hablan
- 1935 - Más allá de la muerte
- 1936 - Cielito lindo
- 1936 - El super loco
- 1937 - La Zandunga
- 1937 - Así es mi tierra
- 1938 - Aquí llego El Valentón
- 1938 - Beso mortal
- 1939 - El signo de la muerte
- 1940 - Hasta que llovió en Sayula
- 1940 - Ni sangre ni arena
- 1941 - El fanfarrón: ¡Aquí llegó el valentón!
- 1941 - Hasta que llovió en Sayula
- 1941- El rápido de las 9.15
- 1942 - El Barbero Prodigioso
- 1942 - Historia de un Gran Amor
- 1942 - Yo Bailé con Don Porfirio
- 1943 - Canto a las América
- 1944 - A Mother's Son
- 1944 - AMOK
- 1945 - Entre Hermanos
- 1946 - Palabras de Mujer
- 1946 - En tiempos de la Inquisición
- 1946 - Papá Lebonard
- 1946 - Enamorada
- 1947 - Fugitivo
- 1947 - Arsenio Lupin
- 1947 - A volar joven
- 1948 - Fíjate que suave
- 1948 - Nocturno de Amor
- 1948 - Misterio en México
- 1949 - Maclovia
- 1949 - Allá en el Rancho Grande
- 1949 - La Mancornadora
- 1949 - Pueblerina
- 1949 - La malquerida
- 1950 - The Torch
- 1950 - El Hombre sin rostro
- 1950 - Los olvidados
- 1951 - The brave bulls
- 1952 - Hay un niño en su futuro
- 1952 - El mar y tú
- 1952 - Cuando Levanta la Niebla
- 1952 - Aquellos Ojos Verdes
- 1952 - El rebozo de Soledad
- 1953 - El señor fotógrafo
- 1953 - Sucedió en Acapulco
- 1953 - Dos tipos de cuidado
- 1953 - Reportaje
- 1954 - La Infame
- 1954 - El rapto
- 1954 - La Rebelión de los Colgados
- 1955 - Al Diablo Las Mujeres
- 1955 - Pecado Mortal
- 1955 - Robbers' Roost
- 1955 - Estafa de Amor
- 1955 - Las viudas del cha-cha-cha
- 1955 -  Tesoro de Pancho Villa
- 1956 -  El fantasma de la Casa Roja
- 1956 -  The Brave One
- 1956 -  Donde el Círculo termina
- 1956 -  Canasta de cuentos mexicanos
- 1956  - Sueños de Oro
- 1957 -  El bolero de Raquel
- 1958 -  Una cita de amor
- 1958 -  Los legionarios
- 1958 -  La Odalisca No. 13
- 1958 -  Ten Days to Tulara
- 1959 -  The Wonderful Country
- 1959 -  Jet Over the Atlantic
- 1960 -  The Miracle Roses
- 1960 -  La joven
- 1961 -  The Guns of Juana Gallo
- 1962 -  El ángel exterminador
- 1962 -  Las hijas del Amapolo
- 1962 -  La pantera de Monte Escondido
- 1963 -  Herencia maldita
- 1964 - El río de las ánimas
- 1964 -  Los astronautas
- 1964 -  Los amores de Marieta
- 1964 -  La Gitana y el Charro
- 1965 -  Mi héroe
- 1965 -  Alma Llanera
- 1965 -  Viva Maria!
- 1966 -  Juan Colorado
- 1966 -  Sólo para Ti
- 1966 -  Two Rivals
- 1967 -  Pedro Páramo
- 1967 -  Un par de roba chicos
- 1967 -  The Bandits
- 1968 -  Operación carambola
- 1969 - The Candy Man
- 1970 -  Macho Callahan
- 1970 -  El médico módico
- 1971 -  The Fearmaker
- 1971 -  Capulina contra los vampiros
- 1971 - Mecánica nacional
- 1972 - Doña Macabra
- 1973 - I Escaped from Devil's Island
- 1974 -  La Bestia Acorralada
- 1975 -  Actas de Marusia
- 1975 -  La Casa del Sur
- 1976  -  La Pasión Según Berenice
- 1967 -  Longitud de Guerra
- 1978 - El Patrullero 777
- 1978 -  Who'll Stop the Rain
- 1978 -  The Bees o Las abejas
- 1979 -  La tía Alejandra
- 1979 -  Border Cop
- 1980 - Burlesque
- 1981 - Demonoid
- 1981 - El gran perro muerto
- 1983 - Bajo la metralla

## Premios y reconocimientos
- Premio Ariel, categoría mejor sonido.
  - 1955 Ganador por La rebelión de los colgados
  - 1953 Ganador por El rebozo de Soledad
  - 1951 Ganador por Los olvidados
  - 1949 Ganador por Nocturno de amor
  - 1947 Ganador por Enamorada

- Nominaciones al Premio Ariel, categoría mejor sonido. Reconocimiento otorgado por la Academia Mexicana de Artes y Ciencias Cinematográficas (AMACC).
  - Nominado en 1954 por Reportaje
  - Nominado en 1949 por Maclovia
  - Nominado en 1948 por ¡A volar joven!

- Premio Quetzal de oro, otorgado por la Dirección General de Radio, Televisión y Cinematografía, por su destacada labor como pionero de la industria cinematográfica mexicana, 1981